# Larry Harvey
 (avril 2018).
Si vous disposez d'ouvrages ou d'articles de référence ou si vous connaissez des sites web de qualité traitant du thème abordé ici, merci de compléter l'article en donnant les références utiles à sa vérifiabilité et en les liant à la section « Notes et références ».
Pour les articles homonymes, voir Harvey.
Larry Dean Harvey (11 janvier 1948 - 28 avril 2018 à San Francisco) est un artiste et activiste américain, qui fut en 1986, avec son ami Jerry James, le cofondateur d’une fête informelle sur une plage à l'occasion du solstice d'été, qui plus tard allait devenir le festival Burning Man.

## Biographie
Né le 11 janvier 1948, Larry Harvey grandit à la ferme de son père dans les environs de Portland dans l’état de l’Oregon. À la fin des années 1970, il partit s’installer à San Francisco, et y fit rapidement la découverte de la bouillonnante activité artistique underground de la ville. C’est lui qui, en 1986, fut à l’origine de Burning Man, au départ simple réunion festive autour d’un feu de joie de solstice qui avait alors lieu sur une plage locale ; il n’a jamais cessé, depuis, d’en accompagner les destinées, assumant le rôle de porte-parole du festival et de directeur exécutif du projet. Il remplit la fonction de président de l’encadrement supérieur de Burning Man ainsi que de l’association Black Rock City LLC, qui en est le comité exécutif. Il co-préside par ailleurs le Département artistique de l’organisation, et, à ce titre, imagine le thème artistique annuel de Burning Man, dont il est un des conservateurs, et se joint aux artistes pour donner corps à tel ou tel aspect du thème annuel choisi et pour contribuer à façonner Black Rock City, la ville temporaire du festival. Il est le coordinateur du bulletin d’information annuel de Burning Man et rédige des articles et des essais pour le site internet du projet. Il intervient aussi en tant qu’agent politique, supervisant les démarches que l’organisation peut être amenée à faire auprès des différentes administrations, que celles-ci relèvent des autorités de l’État du Nevada, du comté ou de l’État fédéral. 
Il décède le 28 avril 2018 dans son domicile de San Francisco. Son décès survient après qu’il a été victime d’un AVC grave le 4 avril de la même année,.